# 伊藤方也
伊藤 方也（いとう まさや、1941年 -2020年 ）は、日本の墨画師、イラストレーター。主に広告業界で活動し、サントリーリザーブの新聞広告、キリン一番搾りの墨文字・墨画などで人気を博した。

## 人物・略歴
1941年、上海生まれ。1960年、静岡県立静岡高等学校卒業。1965年、東京芸術大学工芸科卒業。広告代理店に入りアートディレクターをしていたが、「どうしても絵をかきたい」との思いを抑えきれず退社し、1971年〜1972年、ヨーロッパを旅した。当初、版画に取り組んだが、しばらくして「墨で絵をかいたらどうなるか」と考え、習字を習った。間もなく、サントリーから墨絵の広告を依頼され、約7年間描いた。サントリーリザーブの新聞広告を皮切りに、雑誌の表紙絵、デパートのポスター、カレンダー、商品パッケージのイラスト、企業のロゴマークなどを手掛けた。作品は高い評価を受け、数多くの賞を受賞している。
墨のほかに、琳派に傾倒、金箔や柿渋を使った屏風絵や陶画の制作にも取り組む。

## 著書
- 『旬暦』自費出版 1989.

## 受賞作品
- サントリー［リザーブ］ 新聞（旬）シリーズ墨画作画　日経広告賞/部門賞受賞 1981～87
- 高島屋　新聞・ポスター用［ばら］作画　読売広告賞/優秀賞受賞 1986
- 魚津食品［櫓旬］シリーズ作画　通産大臣/局長賞受賞 1987
- うおがし銘茶パッケージ用作画　ニューヨークA.D.C.入選 1988
- 山形銀行 '90年カレンダー 作画　90年カレンダー展・日本印刷連合会/会長賞受賞 1990
- キリンビール［一番搾り］ 読売広告賞/部門賞受賞 1992
- 鐘崎新聞広告用作画　仙台広告賞/新聞広告大賞、テレビ広告大賞受賞 1993
- キリンビール［一番搾り］ 新聞広告・電通賞/部門賞受賞, 雑誌広告・電通賞/部門賞受賞, 講談社・雑誌広告/銀賞受賞 1993
- 資生堂［お雑炊］パッケージ用作画 Japan Packaging Competition/部門賞受賞 1993
- キリンビール［一番搾り］ 朝日広告賞/部門賞受賞 1994
- 鐘崎新聞広告用作画　仙台広告賞/新聞広告大賞、テレビ広告大賞受賞 1995
- ［ソシエハシズメ］北日本新聞広告賞/グランプリ受賞 1999
- ［東京電力］日本雑誌広告賞/金賞 1999
- ［協和発酵］毎日広告デザイン賞/優秀賞 2000
- ［鐘崎］第26回新聞広告賞/優秀賞 2006